# Йосиф Жилински
Йосиф Иполитович Жилински (на руски: Иосиф Ипполитович Жилинский) е руски топограф, геодезист, изследовател, генерал от инфантерията.

## Биография
Роден е на 20 април 1834 година в Тракай, Литва. Дипломира се като инженер от Института за пътни съобщения, след което работи в геодезическото отделение на Николаевската академия, картографския и геодезически отдел на Руския Генерален щаб и в Пулковската обсерватория.
От 1860 до 1863 г. участва в разработването на триангулачната мрежа в Минска и Могильовска губернии. От 1863 до 1873 г., в началото помощник-началник, а от 1870 г. началник на експедицията по измерване дъгата на паралела по 52° с.ш.
От 1873 до 1898 г. е началник на експедиция по извършване на топографски заснемания в Полесието (около 100 хил. км2), като описва, топографски заснема и картира над 300 езера и около 500 реки с обща дължина над 9000 км, в т.ч. десните притоци на Днепър – Припят, Березина и Тетерев и притоците на Припят – Горин, Стоход, Стир, Туря, Уж, Яселда и Птич.
В резултат от 25-годишната му дейност са изсушени и превърнати в тучни ливади близо 3 млн. хектара блата в южната част на Беларус и северозападната част на Украйна. Дейността си описва в издадената през 1899 книга: „Очерк работ Западной экспедиции по осушению болот“р СПБ, 1899.
Умира през 1916 година на 81-годишна възраст.